# Kungwini
Kungwini was tot aan de fusie met Tshwane (2011) een gemeente (Engels: municipality) in het Zuid-Afrikaanse district Metsweding.
Kungwini ligt in de provincie Gauteng en telt 109.063 inwoners (2001).